# Harpactea korgei
Harpactea korgei là một loài nhện trong họ Dysderidae.
Loài này thuộc chi Harpactea. Harpactea korgei được miêu tả năm 1979 bởi Brignoli.